# Epitranus
Epitranus är ett släkte av steklar. Epitranus ingår i familjen bredlårsteklar.

## Dottertaxa tillEpitranus, i alfabetisk ordning[1]
- Epitranus albipennis
- Epitranus aligarhensis
- Epitranus anervosus
- Epitranus ater
- Epitranus atripennis
- Epitranus bifasciatus
- Epitranus castaneus
- Epitranus chilkaensis
- Epitranus clavatus
- Epitranus clypealis
- Epitranus crassicornis
- Epitranus dorsiplanus
- Epitranus elongatulus
- Epitranus emissicius
- Epitranus erythrogaster
- Epitranus exultans
- Epitranus ferrugineus
- Epitranus filicornis
- Epitranus formicarius
- Epitranus frequens
- Epitranus frontus
- Epitranus gauldi
- Epitranus globosus
- Epitranus hamoni
- Epitranus hassani
- Epitranus impulsator
- Epitranus incensitus
- Epitranus indicus
- Epitranus inops
- Epitranus intermediator
- Epitranus io
- Epitranus malaicus
- Epitranus nigriceps
- Epitranus nigriscutum
- Epitranus nigrithorax
- Epitranus nitens
- Epitranus observator
- Epitranus obsoletus
- Epitranus opificus
- Epitranus oxytelus
- Epitranus parvidens
- Epitranus pilosipennis
- Epitranus punctatus
- Epitranus ramnathi
- Epitranus ruptator
- Epitranus salinae
- Epitranus sedlaceki
- Epitranus stantoni
- Epitranus subplanus
- Epitranus teleute
- Epitranus umbripennis
- Epitranus vicinus